# Antonine Meunier
Pour les articles homonymes, voir Meunier.
Jeanne Antonine Meunier est une danseuse française née le 9 aout 1877 à Vincennes et morte le 12 mars 1972 à Paris 9e.
Après avoir suivi les cours de l'École de danse de l'Opéra national de Paris, elle est engagée dans le Ballet de l'Opéra national de Paris, suit le parcours traditionnel des concours et devient première danseuse. Elle est la partenaire de Carlotta Zambelli dans Les Deux Pigeons d'André Messager.
Antonine Meunier est la commanditaire de La Parade de Maurice Ravel, pantomime-ballet pour piano, qu'elle crée avec les danseuses Suzanne Mante et Virginie Hugon le 5 mars 1902 au Palais des beaux-arts de Monte-Carlo (détruit en 1930), le nom du compositeur restant masqué derrière le pseudonyme de Jack Dream, comme documenté par le musicologue Manuel Cornejo,,,. L’œuvre, dont le manuscrit autographe de la partition est conservé à la Bibliothèque nationale de France depuis 1972, a été exhumée en 1994 par le pianiste François-Joël Thiollier qui l’a enregistrée dans son intégrale de l'œuvre pour piano seul de Ravel pour le label Naxos. La partition a été éditée à titre posthume en 2008, par les Éditions Durand-Salabert-Eschig.
Antonine Meunier quitte l'Opéra en 1923 et continue à enseigner la danse au Conservatoire populaire Mimi Pinson créé par Gustave Charpentier, où elle fut professeur de 1900 à 1926.
Elle rédige des livrets de ballets (Joujoux perfectionnés, Les Danses de chez nous, Le Parc enchanté, Qui trop embrasse, La Parade), chorégraphie (le Bal des Pierreries à Paris en 1914, le Bal Second Empire à Biarritz en 1922) et crée une nouvelle notation du mouvement, publiée en 1931 chez Firmin-Didot sous le titre La Danse classique (école française). Figures. Sténochorégraphie - Dictionnaire.
En reconnaissance de ses services rendus au Théâtre aux Armées pendant la Grande Guerre et de son dévouement à l'Académie de musique et de danse, elle a été décorée en juillet 1932 de la croix de la Légion d'honneur.
Un fonds de la médiathèque du Centre national de la danse (CND), qui rassemble des ouvrages offerts par Gilberte Cournand, porte son nom.